# Graeme French

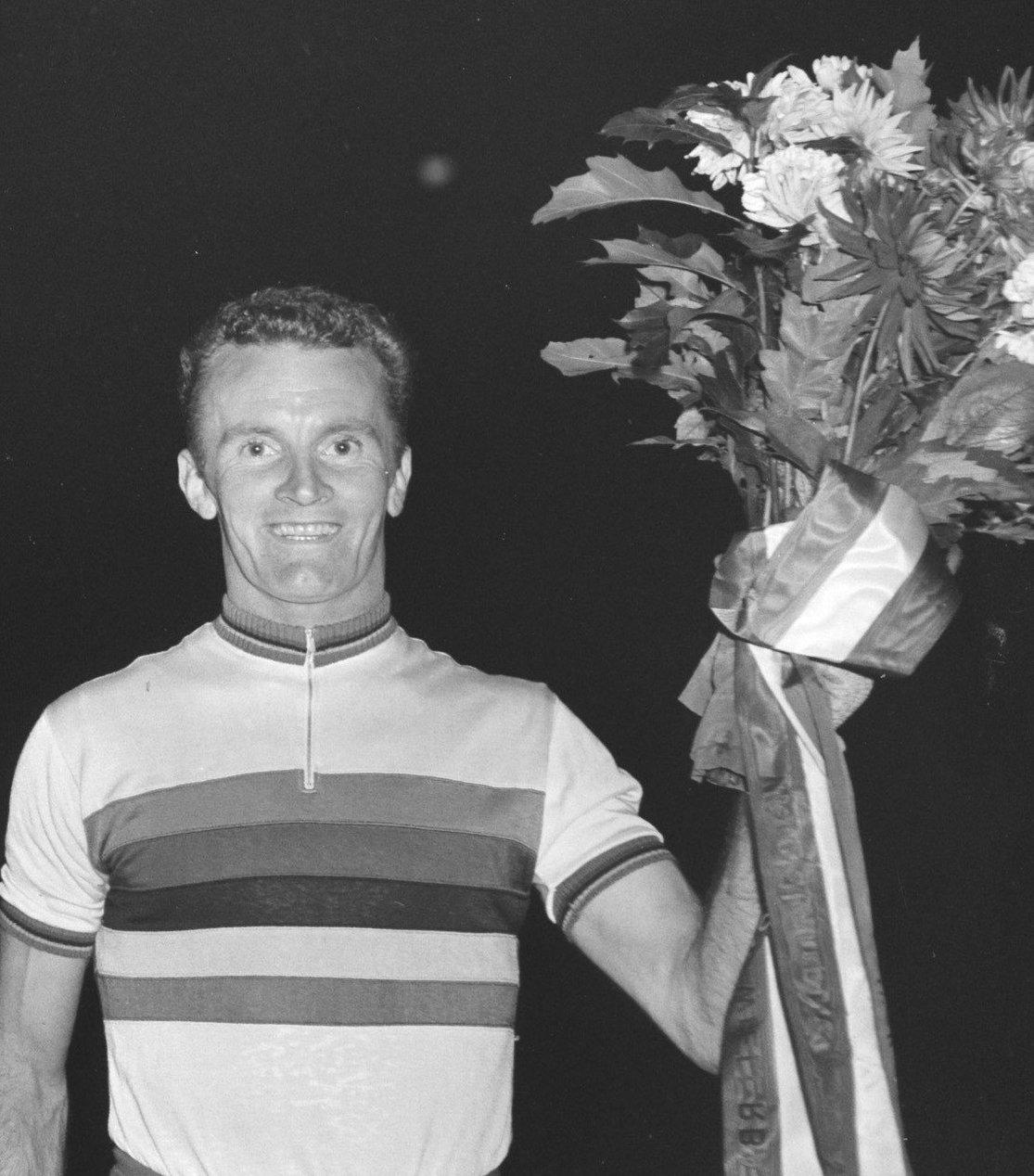
Graeme French (1956)

Graeme French (* 15. April 1927 in Ulverstone; † 9. März 2012 an der Gold Coast) war ein australischer Bahnradsportler.
1955 und 1956 wurde Graeme French Dritter der Steher-Europameisterschaft der Profis. Ebenfalls 1956 errang er bei den Bahn-Weltmeisterschaften in Ordrup den Weltmeistertitel der Steher, hinter dem Schrittmacher Georges Grolimund. 1957 wurde er bei der Bahn-WM in Rocourt Dritter, wieder hinter Grolimund. Beim Sechstagerennen in Melbourne, dem einzigen, wo er startete, belegte er 1959 Platz zwei mit Ronald Murray.
1995 wurde Graeme French in die „Sport Australia Hall of Fame“ und 1998 in die „Tasmanian Sporting Hall of Fame“ aufgenommen.